# Agathotanais manganicus
Agathotanais manganicus is een naaldkreeftjessoort uit de familie van de Agathotanaidae. De wetenschappelijke naam van de soort is voor het eerst geldig gepubliceerd in 1999 door Larsen.